# Pastiglia (arte)

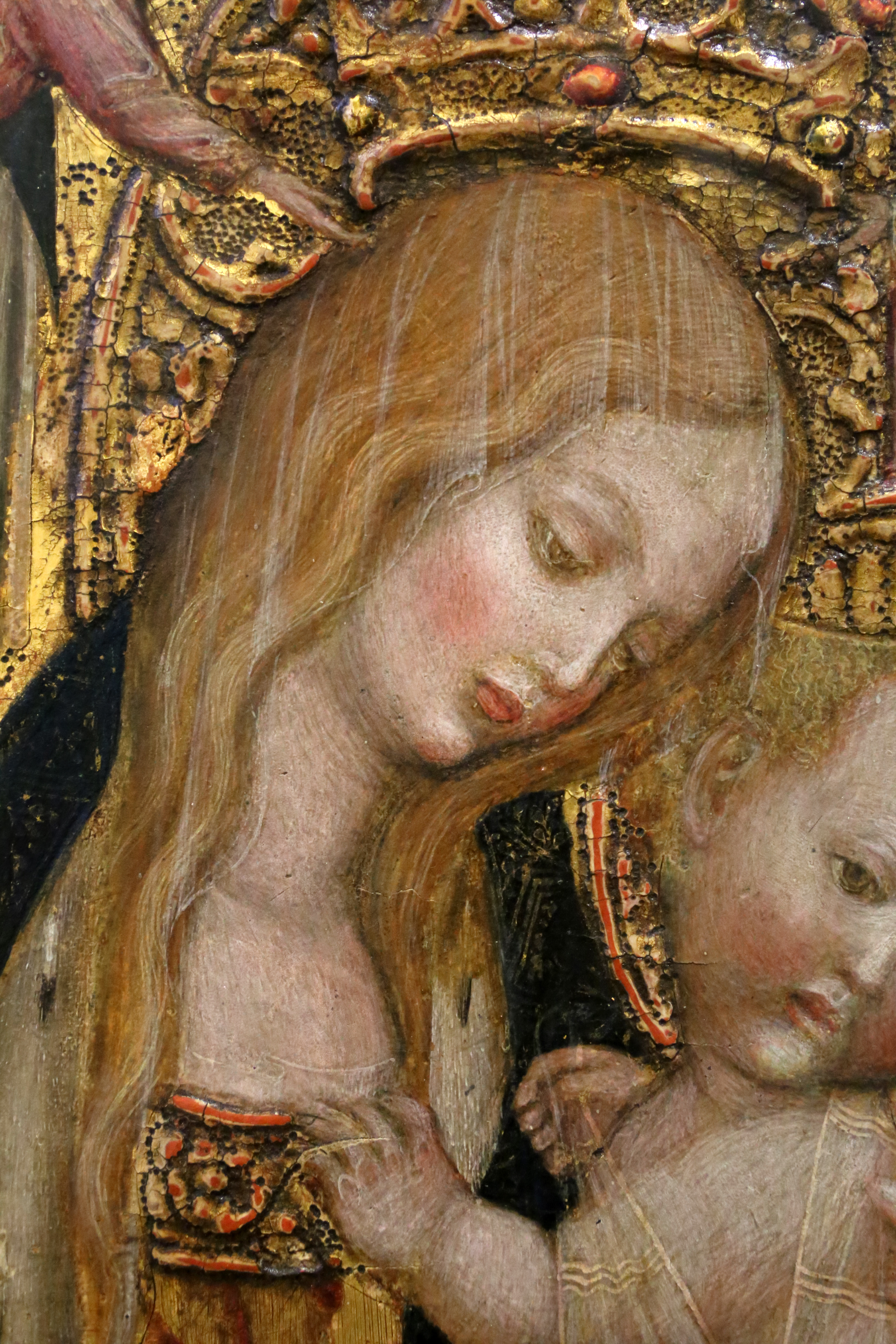
Pisanello, Madonna della Quaglia (dettaglio), 1420 circa, tempera e oro su tavola con rilevi a pastiglia, Verona, Museo di Castelvecchio

Con pastiglia si intende sia il materiale (un impasto gessoso) sia la tecnica per la decorazione a bassorilievo su cassoni, cofanetti e cornici ma anche per i dipinti su tavola.

## Descrizione

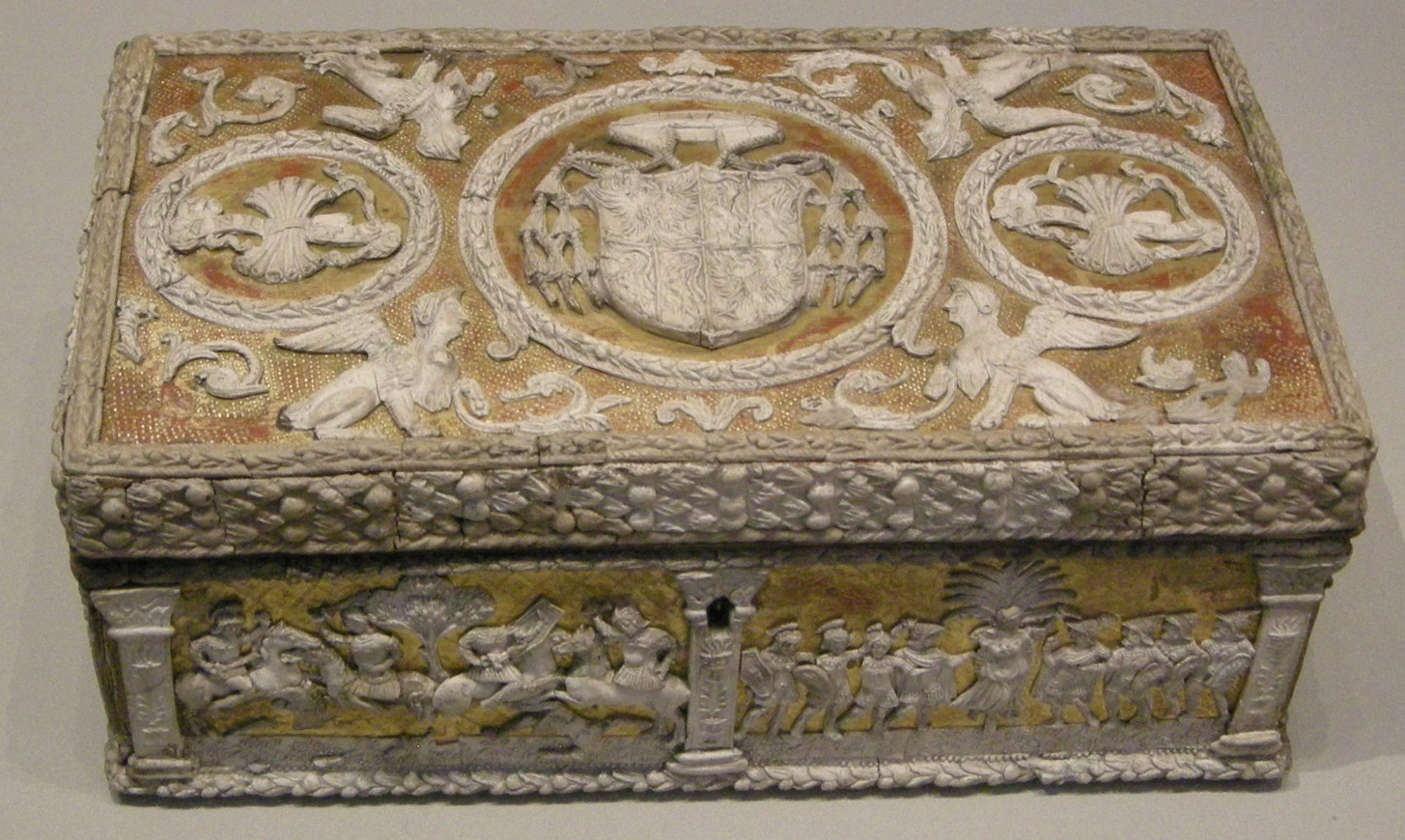
Cofanetto con lo stemma del cardinale Bernardo Clesio, manifattura ferrarese, 1530-38, Londra, Victoria and Albert Museum

Secondo le indicazioni desunte dal Libro dell'arte di Cennino Cennini si trattava di un fine stucco costituito da gesso di Bologna, farine vegetali, colla di coniglio e olio di lino cotto. Secondo le analisi più moderne riferite dal Koller  la varietà e il numero degli ingredienti risulta piuttosto variabile a seconda della zona e dell'epoca di produzione: oltre alle farine di frumento o di riso potevano essere aggiunti della biacca, dell'uovo e anche sostanze profumate come il muschio e l'ambra.
Dal XIII al XV secolo la pastiglia venne utilizzata come lavorazione accessoria sulle tavole dipinte per creare i leggeri rilievi delle aureole o dei gioielli e anche per creare delicati effetti sugli sfondi, le aree interessate venivano poi coperte con foglia d'oro. Fu invece una componente essenziale nella realizzazione dei cassoni e ancora più per la creazione di cofanetti e anche nella decorazione alternativa all'intaglio degli altari lignei. 

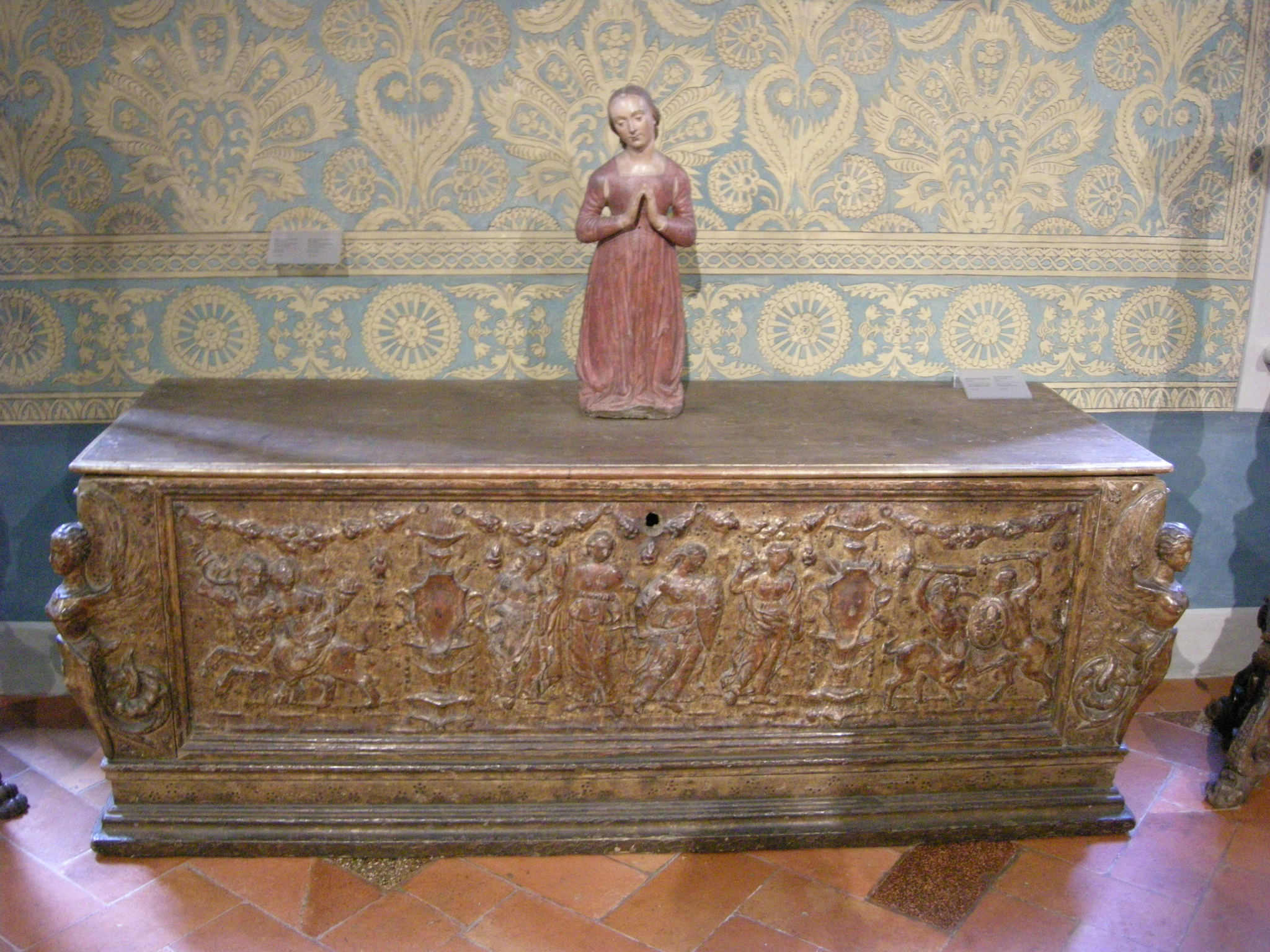
Cassone della bottega del Pollaiolo, XV secolo, Firenze, Museo Bardini

Nei dipinti il preparato veniva modellato sulla superficie, a mano o con l'ausilio di pennelli, stecche e punzoni. Dato il piccolo numero di cassoni a pastiglia (se ne valutano circa 60 ancora esistenti) la letteratura è abbastanza limitata così come le considerazioni sulle tecniche utilizzate. Certamente nei cassoni di maggior pregio, come quelli del corredo di Paola Gonzaga usciti dalla bottega di Mantegna, la modellazione degli ornati era tutta realizzata mano.
Nella produzione di altari lignei le decorazioni ripetitive dei fregi potevano essere create a stampo in pastiglia. Un metodo più vantaggioso rispetto all'intaglio.  Venivano utilizzate in prevalenza delle matrici in gesso trattato con sapone o olio per favorire lo stacco della forma realizzata. Gli stampi avevano lo scopo di poter essere riutilizzati e pare che rimanevano tra le attrezzature di una stessa bottega per anni o anche essere passati a un'altra bottega.
Nella grande produzione dei cofanetti, a completamento della modellazione diretta su di una semplice scatola di legno, venivano applicati anche elementi ornamentali ripetitivi preparati colando la pastiglia negli appositi stampi. Secondo il gusto classicheggiante del Rinascimento la doratura era solo parziale e più rara la decorazione a colore. La pastiglia lasciata scoperta consentiva anche l'esalazione delle essenze profumate con cui era miscelata.